# Ванга-вузькодзьоб білогорла
Ванга-вузькодзьоб білогорла (Xenopirostris damii) — вид горобцеподібних птахів родини вангових (Vangidae).

## Поширення
Ендемік Мадагаскару. Відомий лише з двох підтверджених місць проживання — Анкарафанціка та Аналамера, на північному заході острова. Природним середовищем існування є субтропічні або тропічні сухі ліси.

## Опис
Тіло сягає 23 см завдовжки. Голова та горло чорні з широким білим коміром, не закритим на шиї. Спина і ноги темно-шиферно-сірі. Нижня сторона від білого до жовтувато-коричневого. Самиця має білі лоб і вушні покриви.

## Спосіб життя
Зазвичай, мешкають парами, інколи невеликими групами. Полюють на комах та дрібних хребетних серед чагарників або шукають їх у корі старих дерев. Моногамний птах. Розмножується в період з жовтня по січень. Гніздо будується обома партнерами.